# John Hare (Autor)
John Hare, auch Dan Fulani (* 11. Dezember 1934; † 28. Januar 2022) war ein britischer Journalist, Schriftsteller und Umweltschützer.

## Leben und Wirken
John Hare war sieben Jahre für die britische Kolonialverwaltung im nördlichen Nigeria tätig und arbeitete später auch für das Umweltprogramm der Vereinten Nationen in Afrika. Zwischen 1992 und 2002 unternahm er sechs Expeditionen in die Wüste Gashun Gobi und die Wüste Lop Nor und untersuchte dort u. a. die Bestände der wildlebenden Salzwasserkamele Camelus ferus bactrianus. Von Oktober 2001 bis Februar 2002 unternahm er eine Expedition durch die Sahara auf den Spuren der Saharadurchquerung von Hanns Vischer im Jahre 1906.
Er war Initiator, Gründungsmitglied und Vorsitzender der 1997 gegründeten Wild Camel Protection Foundation, die sich dem Schutz der Wildkamele in Asien widmet.
Hare betätigte sich auch als Schriftsteller und veröffentlichte mehrere Sachbücher über seine Expeditionen in Asien und Afrika. Darüber hinaus schrieb er eine Reihe von Kinder- und Jugendbüchern, deren Handlungen meistens in Asien oder Afrika spielen. Etwa 30 Kinder- und Jugendbücher veröffentlichte Hare unter dem Pseudonym Dan Fulani.

## Werke (Auswahl)

### Sachbücher
Englischsprachige Originalveröffentlichungen
- The Lost Camels of Tartary. A Quest into Forbidden China. Little, Brown Book Group, London 1999, ISBN 0-349-11146-4.
- Shadows Across the Sahara. Travels with Camels from Lake Chad to Tripoli. Constable, London 2003, ISBN 1-84119-626-6.
- Mysteries of the Gobi: Searching for Wild Camels and Lost Cities in the Heart of Asia. I. B. Tauris, London 2009, ISBN 1-84511-512-0.

Deutsche Übersetzungen
- Auf den Spuren der letzten wilden Kamele. Eine Expedition ins verbotene China. Frederking & Thaler, München 2002, ISBN 3-89405-191-4.
- Verwehte Spuren. Auf der Route des legendären Afrikaforschers Hanns Vischer. Frederking & Thaler, München 2004, ISBN 3-89405-233-3.

### Kinder- und Jugendbücher
Englischsprachige Originalveröffentlichungen
- The fight for light. Hodder & Stoughton, London 1982, ISBN 0-340-28325-4.
- Kowa Ya Kwana Lafiya Shi Ya So. Arnold Overseas, London 1985, ISBN 0-340-33114-3.
- Leopard’s Coat. Hodder Arnold H&S, London 1989, ISBN 0-340-50518-4 (mit: Eva Gunderson; Headway Books)
- Flight 800. Spectrum Reports, Winchester (Hampshire/England) 1992, ISBN 0-946480-04-4.
- Dead Men’s Bones. Hodder Murray, London 2006, ISBN 0-340-94036-0 (Hodder African Readers)
- The Fearless Four and the Smugglers. Hodder Murray, London 2006, ISBN 0-340-94033-6 (Hodder African Readers)